# Via Tiburtina

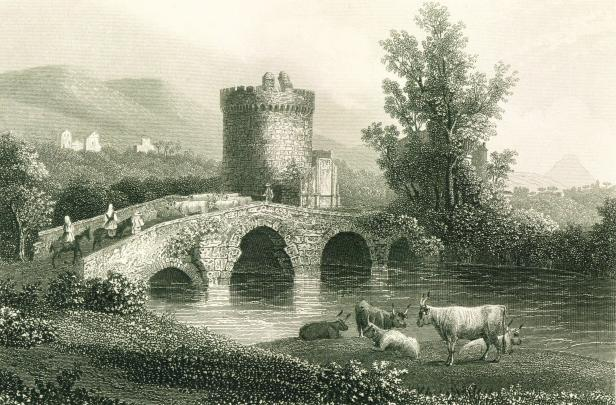
Most rzymski (Ponte Lucano) na szlaku Via Tiburtina (ryc. z ok. 1840)

Via Tiburtina – rzymska droga prowadząca ze wschodu na północny wschód z Rzymu do Tivoli (łac. Tibur). 
Została zbudowana przez rzymskiego konsula Marcusa Valeriusa Maximusa około roku 286 p.n.e., później została przedłużona do terytorium Marsi i Equi w Abruzzo, jako Via Valeria. Całkowita długość wynosiła około 200 km z Rzymu do Aternum (dzisiejszej Pescary). Wychodziła z Rzymu przez mur Aureliana w Porta Tiburtina oraz przez mury serwiańskie w Porta Esquilina. Istniejąca dziś droga krajowa o tej samej nazwie przebiega tą samą trasą.